# 時武ぼたん
時武 ぼたん（ときたけ ぼたん、1971年2月6日 -）は、日本の小説家。東京都在住。
1994年明治大学文学部卒業後、海上自衛隊幹部候補生学校入校。
海上自衛官任官後、三等海尉（女性海上自衛官、通称WAVE）として練習艦「かしま」にて遠洋航海実習（世界一周）に参加。
その後、第一練習隊　練習艦「みねぐも」勤務。
海上自衛官を退官後の2013年、『ウェーブ～小菅千春三尉の航海日誌～』（受賞時タイトル「水兵リーベ僕の艦」）で第4回ゴールデン・エレファント賞の大賞を受賞。
2014年、小説家デビュー。元海上自衛官。
2022年よりペンネームを時武里帆に改め、『護衛艦あおぎり艦長　早乙女碧』を同年2月に発表。同年3月に『試練　護衛艦あおぎり艦長　早乙女碧』（共に新潮社）を発表。
趣味：コーヒー・純喫茶めぐり
特技：冴えた直感

## 作品リスト

### 小説
- ウェーブ～小菅千春三尉の航海日誌～（2014年6月 エイ出版社）ISBN 9784777932719
- 就職先は海上自衛隊～女性「士官候補生」誕生～(2019年4月潮書房光人新社刊) ISBN 9784769816690
- 就職先は海上自衛隊～文系女子大生の逆襲編～(2021年3月潮書房光人新社刊) ISBN 9784769816812
- 以下は時武里帆名義
- 護衛艦あおぎり艦長 早乙女碧(2022年2月新潮社刊)ISBN 978-4-10-103841-4
- 試練～護衛艦あおぎり艦長 早乙女碧～(2022年3月新潮社刊)ISBN 978-4-10-103842-1
- 就職先は海上自衛隊 女性「士官候補生」誕生(2022年６月潮書房光人新社刊産経ＮＦ文庫)ISBN　978-4-7698-7049-4

### 連載
- ～おちこぼれウェーブの航海日誌～　ぼたんがキラリ（2016年7月号より連載開始 潮書房光人新社刊　「月刊　丸」)